# 11156 Al-Khwarismi
11156 Al-Khwarismi eller 1997 YP14 är en asteroid i huvudbältet som upptäcktes den 31 december 1997 av den italiensk-amerikanske astronomen Paul G. Comba vid Prescott-observatoriet. Den är uppkallad efter matematikern och astronomen Muhammad ibn Musa al-Khwarizmi.
Asteroiden har en diameter på ungefär 5 kilometer och den tillhör asteroidgruppen Koronis.